# Deb Lacusta
Deb Lacusta (Detroit, 1958) is een Amerikaans scenarioschrijver en de vrouw van  Dan Castellaneta, (die stemmen van Homer Simpson en vele anderen inspreekt in The Simpsons). Ze heeft meegeschreven aan diverse afleveringen.

## The Simpsons-afleveringen
- "Days of Wine and D'oh'ses"
- "Gump Roast"
- "The Ziff Who Came To Dinner"
- "Kiss Kiss, Bang Bangalore"